# لباس ضدشتاب

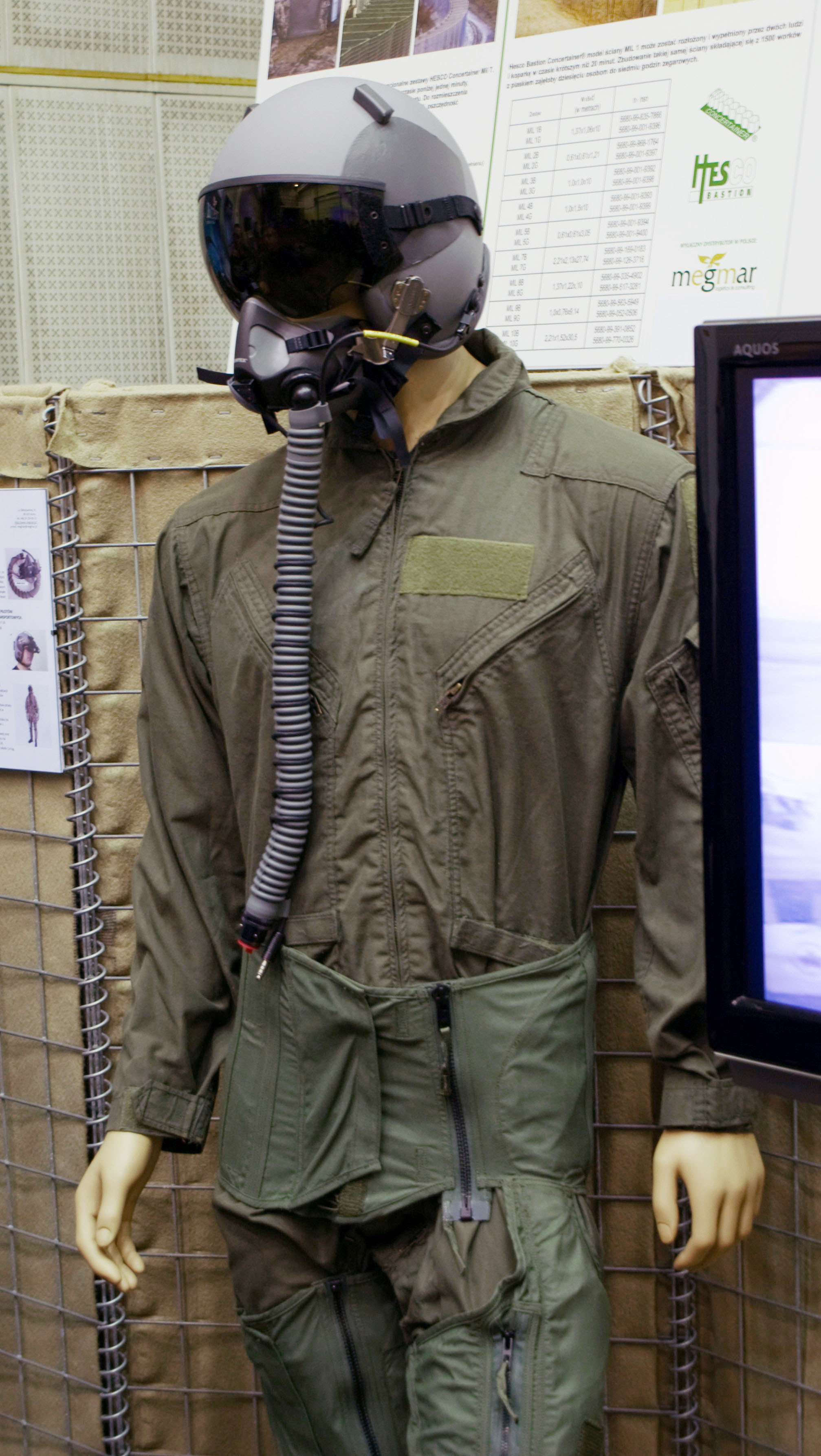
لباس ضدشتاب ام‌اس‌اف۸۳۰

لباس ضدشتاب یا جی‌سوت (به انگلیسی: G-suit) لباسی است که خدمهٔ پرواز برای خنثی کردن آثار شتاب مثبت می‌پوشند.
هوانوردان یا فضانوردانی که در موقعیت‌های شتاب خیلی زیاد (نیروی گرانش) قرار می‌گیرند، این لباس را می‌پوشند. لباس ضدشتاب طوری طراحی شده‌است که مانع کاهش هشیاری ناشی از افزایش گرانش می‌شود، چون در موقعیت‌های شتاب بالا خون در قسمت پایین بدن جمع می‌شود و خون به مغز نمی‌رسد.